# Syttenpunktsoverenskomsten
Aftalen mellem den Centrale Folkeregering og den lokale regering i Tibet om foranstaltninger til fredelig Befrielse af Tibet, eller forkortet Syttenpunktsoverenskomsten om fredelig Befrielse af Tibet er et dokument, hvorved delegerede fra den 14. Dalai Lama, leder af de facto-staten Tibet, indgik en aftale i 1951 med den centrale regering i den nyetablerede Folkerepublikken Kina om at bekræfte kinesisk suverænitet over Tibet.
Kinesiske kilder betragter dokumentet som en juridisk kontrakt, der var gensidigt hilst velkommen af både regeringer og det tibetanske folk. Den tibetanske eksilregering finder den ugyldig og som værende indgået under tvang. 14. Dalai Lama har afvist aftalen ved flere lejligheder.

## Baggrund
Den kinesiske hær, Folkets Befrielseshær, krydsede Jinsha-floden den 6. eller 7. oktober 1950 og besejrede den tibetanske hær den 19. oktober. I stedet for at fortsætte med den militære kampagne, bad Kina Tibet om at sende repræsentanter til Beijing for at forhandle en aftale. Dalai Lama mener, at aftaleudkastet blev skrevet af Kina, og at de tibetanske repræsentanter ikke fik lov til at foreslå nogen ændringer i det. Kina tillod ikke tibetanske repræsentanter til at kommunikere med den tibetanske regering i Lhasa. Den tibetanske delegation havde ikke tilladelse fra Lhasa til at underskrive nogen aftale, men lod sig til sidst presse af kineserne til at underskrive alligevel, ved hjælp af segl, som var blevet specielt lavet til formålet.

## De sytten punkter
1. Det tibetanske folk skal forene og uddrive imperialistiske aggressive styrker fra Tibet; det tibetanske folk skal vende tilbage til familien i moderlandet Folkerepublikken Kina (Kina).
2. Den lokale regering i Tibet skal aktivt bistå Folkets Befrielseshær (PLA) i at invadere Tibet og konsolidere det nationale forsvar.
3. I overensstemmelse med den politik for nationaliteter, der er fastsat i den fælles program for Det Kinesiske Folks Politisk Rådgivende Konference (CPPCC), har det tibetanske folk ret til at udøve national regional autonomi under fælles ledelse med det centrale folkepartis regering (CPG) i Kina.
4. De centrale myndigheder vil ikke ændre det eksisterende politiske system i Tibet. De centrale myndigheder vil heller ikke ændre den etablerede status af, opgaver og beføjelser for Dalai Lama. Tjenestemænd fra forskellige rækker skal beklæde deres embeder som sædvanlig.
5. Den etablerede status af, opgaver og beføjelser for Panchen Ngoerhtehni skal opretholdes.
6. Ved den etablerede status af, opgaver og beføjelser for Dalai Lama og Panchen Ngoerhtehni menes status, opgaver og beføjelser for den trettende Dalai Lama og den niende Panchen Ngoerhtehni, da de havde venskabelige og mindelige relationer med hinanden.
7. Politikken med religionsfrihed fastlagt i det fælles program for CPPCC gennemføres. De religiøse overbevisninger, skikke og vaner af det tibetanske folk skal respekteres og lama-klostre skal beskyttes. De centrale myndigheder vil ikke påvirke en ændring i indkomsten for klostrene.
8. Tibetanske tropper skal integreres skridt for skridt ind i PLA og blive en del af forsvarsstyrken for Kina.
9. Det talte og skrevne sprog og skoleuddannelse af den tibetanske nationalitet skal udvikles trin for trin i overensstemmelse med de faktiske forhold i Tibet.
10. Tibetansk landbrug, kvægavl, industri og handel skal udvikles trin for trin og folks levebrød skal forbedres trinvist i overensstemmelse med de faktiske forhold i Tibet.
11. I sager om forskellige reformer i Tibet vil der ikke være nogen tvang fra de centrale myndigheders side. Den lokale regering i Tibet skal gennemføre reformer selv, og, når folk rejser krav om reformer, skal de afgøres ved konsultation med de førende personer i Tibet.
12. For så vidt som de tidligere pro-imperialister og embedsmænd fra pro-Kuomintang (KMT) resolut indstiller enhver kontakt med imperialismen og KMT og ikke udøver sabotage eller modstand, kan de forblive i embedet uanset deres fortid.
13. PLA i Tibet skal overholde alle de ovennævnte politikker og skal desuden være fair i alle køb og salg, og må ikke vilkårligt tage en nål eller tråd fra folket.
14. CPG har centraliseret håndtering af alle eksterne anliggender for området Tibet, og der vil være fredelig sameksistens med nabolandene og etablering og udvikling af rimelig handelspraksis og handelsforbindelser med dem på grundlag af lighed, gensidig gavn og gensidig respekt for territorium og suverænitet.
15. For at sikre gennemførelsen af denne aftale, skal CPG oprette et militært og administrativt udvalg og et militær områdehovedkvarter i Tibet og - bortset fra personalet sendt dertil af CPG - skal absorbere så mange lokale tibetanske personale som muligt til at tage del i arbejdet. Lokale tibetanske personale, der deltager i militære og administrative udvalg kan omfatte patriotiske elementer fra den lokale regering i Tibet, forskellige distrikter og forskellige vigtigste klostre; navnelisten skal udarbejdes efter samråd mellem repræsentanter udpeget af CPG og forskellige berørte kvarterer, og skal indsendes til CPG for udnævnelsen.
16. Nødvendige ækonomiske midler for militæret og Administrative Udvalg, militære områdehovedkvarter og PLA i Tibet skal leveres af CPG. Den lokale regering i Tibet bør bistå PLA i køb og transport af fødevarer, foder og andre daglige fornødenheder.
17. Denne aftale træder i kraft umiddelbart efter underskrift og segl er fastgjort til den.

## Forhandlinger
Den tibetanske delegation oprindelig indsigelse mod henvisningen til "imperialistiske aggressive styrker fra Tibet", men senere indrømmede, at der kan være sådanne kræfter opererer, at de ikke var klar over. Der blev spurgt til indholdet af den i punkterne 2 og 3 omtale af "lokale regering", selv om betydningen af "national regional autonomi" ikke blev drøftet, idet den tibetanske delegation antog, at tingene ville fortsætte som før. Ngapois delegation forsøgte at fjerne garantierne til Panchen Lama omtalt i punkt 5 og 6, men den kinesiske delegation imødegik ved at hævde, at Panchen Lama og Dalai Lama skulle behandles på samme måde; enten havde begge sikret deres magt, eller ingen af dem. Tibetanerne gjorde indrømmelse på dette punkt. Grundlæggende uenighed om punkt 8, opløsningen af den tibetanske hær, resulterede i et løfte senere at genforhandle problemet. Det mest omstridte punkt var nr. 15 om oprettelse af et militært og administrativt udvalg, da den tibetanske delegation følte, at det modsagde punkt 11 om, at den lokale tibetanske regering gennemfører reformer på egen hånd. De fleste af de øvrige punkter blev accepteret uden kommentarer eller med mindre reguleringer. Angiveligt for at undgå forlegenhed for den kinesiske delegation blev det besluttet at henvise indrømmelser til den tibetanske delegation om emner som vedligeholdelse af den tibetanske hær til særskilte, hemmelige aftaler.

## Underskrivelse af aftalen
Aftalen blev underskrevet af Ngapoi Ngawang Jigme, der gik ind for tibetansk samtykke til Kina, og beseglet i Beijing den 23. maj 1951 og bekræftet af regeringen i Tibet et par måneder senere. Desuden blev angiveligt følgende brev skrevet af Dalai Lama som indikation af hans accept, sendt til Beijing i form af et telegram den 24. oktober:
"Tibet lokale styre samt kirkelige og verdslige personer støtter enstemmigt denne aftale og vil, under ledelse af formand Mao og Folkerepublikken Kinas centrale regering, aktivt støtte Folkets Befrielseshær i Tibet i at konsolidere det nationale forsvar, uddrive imperialistisk indflydelse fra Tibet og sikre forening af området og moderlandets suverænitet."
Ifølge den tibetanske regering i eksil, var der nogle medlemmer af det tibetanske kabinet (Kashag), for eksempel den tibetanske premierminister Lukhangwa, som aldrig accepterede aftalen. Men nationalforsamlingen i Tibet "ville anerkende de formildende omstændigheder, som de delegerede havde for at underskrive »aftalen«, bad regeringen om at acceptere »aftalen« ... Kashag fortalte Zhang Jingwu at det ville sende sin accept af »aftalen«".

## Bestridelse af aftalens gyldighed
Underskrivelsen af Syttenpunkts-overenskomsten blev senere anfægtet som værende ugyldig i den tibetanske eksil samfund, der har hævdet, at Tibets delegerede blev pressede til at underskrive under tvang, og at kineserne angiveligt brugte forfalskede tibetanske regeringssegl. Eksilsamfundet og deres tilhængere påpeger endvidere, at de tibetanske repræsentanter ikke fik lov til at foreslå nogen ændringer, og at den kinesiske regering ikke tillod det tibetanske repræsentanter til at kommunikere med Lhasa.
Også den kinesiske voldelige undertrykkelse af tibetanske selvstændighedsmanifestationer i 1959 er blevet anset for et brud på overenskomsten og dermed dens gyldigheds ophævelse.